# Rafi Monclova
Rafael Monclova de Jesús (Bayamón, 1942), conocido artísticamente como Rafi Monclova o Rafy Monclova, es un cantautor, músico y compositor puertorriqueño.

## Trayectoria

### Primeros años
Comenzó formalmente su preparación musical a los 16 años, estudiando piano con la profesora Dolores Salgado, armonía con el profesor Ernesto Valdés, y canto con Richard Lawrence, para luego proseguir estudios avanzados con el profesor Alfredo Romero.

### Años 60
Ingresó de lleno en la música en el 1964, primero como pianista de la orquesta Continental Boys, y luego como pianista y cantante del grupo Los del Río.
Es en el año 65 que hace su debut como cantante en el Teatro Tapia, junto a Ruth Fernández y Gilberto Monroig, dando comienzo a su carrera como solista.
A finales de la década del 1960, Olga Guillot le graba el éxito Recuérdame, comenzando así su carrera como compositor.

### Años 70
Acompañándose con el piano, se presenta en el circuito de clubes hoteleros de aquella época, conociendo allí a la cantante Silvia De Grasse y al productor Luis Vigoreaux, figuras que lo apadrinan y le abren las puertas de la televisión. Su música comienza a ser grabada y dada a conocer por artistas como Ednita Nazario, Yolandita Monge, Lissette Álvarez, Charytín e Iris Chacón.
La presentadora televisiva Dagmar comienza su carrera artística con Soy solo una mañana en 1974, tema que llega a ocupar los primeros lugares en la radio. Le siguen nombres como Tito Lara, Los Hispanos, Chucho Avellanet y Carmita Jiménez; Gloria Mirabal triunfa en México con su canción «Mis sueños sueños son».
A mitad de los años setenta conoce a Marco Antonio Muñiz, quien le abre las puertas internacionales grabando Adonde quiera, tema que se convierte en un éxito mundial y que es posteriormente grabado por otros artistas.
En México, Rafi Monclova graba para el sello RCA, y sus canciones son también regrabadas por otras figuras nacionales como Imelda Miller, Lucha Villa y Angélica María.

### Años 80
En el ochenta se retira de sus presentaciones como cantautor. Crea  Taller de Voces, y se dedica a enseñar canto.
Forma además el grupo Ritmo y Folklore, basado en la historia del baile y la música puertorriqueña, y con él se presenta alrededor de la nación americana.

### Años 90-2000
A finales de los noventa regresa a la composición y hace una incursión en el mundo de la salsa.
En esta nueva etapa colabora con intérpretes como Gilberto Santa Rosa, El Gran Combo, Tito Nieves, Domingo Quiñones, Víctor Manuel y Charlie Aponte, entre otras figuras de la música tropical.
Títulos como Niño celoso, Peligro, Si pudiera volver a verte, Pero no me ama y Se nos perdió el amor, tuvieron difusión radiofónica en esta etapa.
En 2013, fue candidato a ingresar en el pabellón de la fama del Latin Songwriters Hall of Fame, organización representativa de la industria musical latina con sede en Miami cuya misión es reconocer a músicos y compositores latinos cuyas canciones hayan sido publicadas «al menos 20 años antes del año correspondiente a su nominación y hayan demostrado una excelencia musical incuestionable».
Varias veces galardonado por la Asociación Estadounidense de Compositores, Autores y Editores (ASCAP), y reconocido por la versatilidad de su repertorio, el nombre de Rafi Monclova recoge cinco décadas en la historia de la música popular puertorriqueña.

## Composiciones destacadas
- Soy solo una mañana - Dagmar (1971), Angélica María (1977)
- Adondequiera - Marco Antonio Muñiz (1974)
- No me preguntes verdades - Angélica María (1977)
- Me acuerdo bien - Carmita Jiménez y María Nahíma
- Peligro - Gilberto Santa Rosa (1998)
- Si pudiera volver a verte - Domingo Quiñones (1999)
- Como un niño celoso - Tito Nieves (1999)
- Pero no me ama - Gilberto Santa Rosa (2002)[11]
- Se nos perdió el amor, El Gran Combo (2004)[12]
- Me cambiaron las preguntas, Gilberto Santa Rosa (2010)[13]

## Reconocimientos
- 1975, Premio “Agüeybaná de Oro” como Compositor del Año
- 1977, Festival “Billboard Latinoamericano” como Cantautor del Año
- 1999, Premio “ASCAP” Latino: Canción de Salsa[14]
- 2002, Premio “ASCAP” Latino: Canción del Año Salsa[11]
- 2004, Premio “ASCAP” Latino: Canción Ganadora Salsa[12]
- 2011, Nominación a los Premios Grammy Latinos (Mejor Canción Tropical)[13]